# Río de Ubrique
Río de Ubrique är ett vattendrag i Spanien.   Det ligger i provinsen Provincia de Cádiz och regionen Andalusien, i den södra delen av landet, 400 km söder om huvudstaden Madrid.